# Paracymoriza inextricata
Paracymoriza inextricata là một loài bướm đêm trong họ Crambidae.